# 穀芽
穀芽，又稱蘗米、穀蘗、稻蘗，類似於麥芽，以稻米或小米為原料，浸泡使其發芽、發酵後產生麥芽糖，之後煮過、曬乾製成的產品。可作為食品，可用於製酒醪、製麥芽糖，也可以作為中藥使用。中醫認為，穀芽可幫助消化，有消食化積的功效。